# 水原まき
水原 まき（みずはら まき、1950年8月5日 - ）は、日本の元女優。本名は星野 宣子。旧芸名、萩原 宣子→水原 真記→水原 麻記。

## 人物
東京都世田谷区出身。東映児童研究所に所属し、1963年に萩原宣子名義で子役としてデビューする。東横学園高等学校（現・東京都市大学等々力高等学校）卒業。
後に芸名を水原麻記に変え、1970年代から、テレビドラマや時代劇に多数出演した。
1990年代半ば以降の芸能活動は確認されていない。

## 主な出演

### 映画
- みんなわが子（1963年、全国農村映画協会） - 木村秀代
- 路傍の石（1964年、東映） - きぬ
- 日本悪人伝（1971年、東映） - お美津
- 無宿人御子神の丈吉 牙は引き裂いた（1972年、東宝）
- にっぽん三銃士 博多帯しめ一本どっこの巻（1973年、東宝） - ミツ子
- ボディガード牙 必殺三角飛び（1973年、東映） - 新垣麻里
- 子連れ狼 三途の川の乳母車（1972年、東宝） - 別式女お陸
- 日本の黒幕（1979年、東映） - 料亭の女将

### テレビドラマ
- プレイガール（12ch / 東映）
  - 第1話「男無用の女ども」（1969年） - 三好典江
  - 第13話「女の魔性に火がつけば」（1969年）
  - 第28話「裸の女に手をかすな」（1969年）‐ 小貝あお子
  - 第45話「尼寺殺人事件」（1970年） - 上原三恵子
- 遠山の金さん捕物帳（1970年 - 1973年、NET / 東映） - お光
- 銭形平次（CX / 東映）
  - 第229話「負けるな母ちゃん」（1970年） - お袖
  - 第672話「万七、恐怖の三日間」（1979年） - お新
  - 第759話「浮世がからんだ一番富」（1981年） - お春
  - 第810話「なにわの彦六捕物帳」（1982年） - お蘭
  - 第863話「謎の書き置き」（1983年）
- 大忠臣蔵（1971年、NET / 三船プロ） - お蝶
- 打ち込め! 青春（1971年、NET / 東映）
- ザ・ガードマン（TBS / 大映テレビ）
  - 第288話「女子高生スキャンダル殺人」（1970年10月9日）　
  - 第297話「高校生奥さんのハレンチ作戦」（1970年12月11日）
  - 第327話「ショック！雨の夜は死人が笑う」（1971年）
  - 第329話「怪談・氷の中のヌード美人」（1971年）
  - 第345話「まあ恥ずかしい! スターの告白」（1971年）
- シークレット部隊 第22話「危機一発！馬泥棒一家」（1972年、TBS / 大映テレビ）
- 弥次喜多隠密道中 第19話「宿命の対決 -伊賀-」（1972年、NTV / 歌舞伎座テレビ室）
- 荒野の素浪人 第8話「復讐 黒羽の女」（1972年、NET / 三船プロ）
- 世なおし奉行 第8話「馬鹿の置きみやげ」（1972年、NET / 東映）
- 大江戸捜査網シリーズ（12ch / 日活→三船プロ）
  - 大江戸捜査網 第2シリーズ 第50話「般若を背負った女」（1973年） - おゆう
  - 大江戸捜査網 第3シリーズ
    - 第1話「江戸の灯をたやすな!」（1973年） - おまさ
    - 第41話「無宿者仁義」（1974年）
    - 第60話「女の肌に竜が泣く」（1974年） - 小春
    - 第77話「明日なき逃亡」（1975年） - お京
    - 第133話「闇夜に咲いた夫婦花」（1976年） - 千代香
    - 第223話「身代り親娘 涙の絶唱」（1978年） - お政
    - 第251話「錠前破り 男の挽歌」（1978年）
    - 第283話「白頭巾参上 辻斬り大追跡」（1979年） - おまき
    - 第301話「潜入 必死の悪人狩り」（1979年） - 磯貝志乃
    - 第321話「女忍者涙の姉弟愛」（1980年）　-　おさよ
- アイフル大作戦 （TBS / 東映）
  - 第5話「奇々怪々! 鬼刑事初恋事件」（1973年）
  - 第48話「パトカーのガソリン盗難事件」（1974年）
- 新選組 第11話「士道に背く事を許さず」（1973年、CX / 東映） - なつ
- 非情のライセンス（NET / 東映）
  - 第1シリーズ 第16話「兇悪の湖」（1973年） - 鬼頭真由美
  - 第2シリーズ 第28話「兇悪の生証人」（1975年） - 良子
- 顔で笑って 第17話「縁談・泣き笑い」（1974年、TBS / 大映テレビ） - 高村みどり
- 右門捕物帖 第13話「左刺しの匕首」（1974年、NET / 東映）
- ザ・ボディガード 第14話「愛と死の空中ぶらんこ」（1974年、NET / 東映）
- 伝七捕物帳 （NTV / ユニオン映画）
  - 第37話「天女の舞・夫婦花火」（1974年） - おきよ
  - 第62話「赤ん坊抱えた黒門町」（1975年） - お葉
  - 第77話「むすめ捕物 恋ごころ」（1975年） - お京
- バーディー大作戦（TBS / 東映）
  - 第25話「結婚サギ師の華麗な冒険」（1974年）
  - 第38話「結婚前夜! 吹雪の中の殺人」（1975年） - 梶山芽利
  - 第52話「豚の生体実験式」（1975年）‐ 立花伸子
- 傷だらけの天使 第12話「非情の街に狼の歌を」（1974年、NTV / 東宝） - 松村由紀
- 必殺シリーズ（ABC / 松竹）
  - 必殺必中仕事屋稼業 第1話「出たとこ勝負」（1975年） - みよ
  - 必殺仕業人 第21話「あんたこの計り事どう思う」（1976年） - おりく
  - 必殺仕事人 第79話「隠し技潜入喉輪攻め」（1980年） - 菊
  - 新・必殺仕事人 第8話「主水端唄で泣く」（1981年） - 覚妙尼
  - 必殺渡し人 第12話「二人がかりで渡します」（1983年） - お京
  - 必殺仕事人IV 第37話「せん 遂に再婚を決意する」（1984年） - たま
  - 必殺仕切人 第18話「もしもソックリの殺し屋が現れたら」（1984年） - ニセお国
  - 必殺まっしぐら! 第5話「相手は仙台のワル家老」（1986年） - 滝川
  - 必殺仕事人・激突! 第6話「徳川家康のキセル」（1991年） - 尾上
- 影同心シリーズ（MBS / 東映）
  - 影同心（1975年）
    - 第14話「大奥（秘）殺し節」 - 千賀
    - 第28話「わたしが愛した殺し節」 - お滝

  - 影同心II 第23話「一殺多生政商を斬る!!」（1976年） - おしの
- 大非常線 第2話「誘拐プロフェッショナル」（1976年、NET / 東映）
- Gメン'75（TBS / 東映）
  - 第9話「ニセ関屋警部補」（1975年） − フラワーショップ馬鈴花の店員
  - 第41話「白銀の現金輸送襲撃事件」（1976年） − ひろみ
  - 第232話「幽霊殺人」（1979年） − サリーことさよこ
  - 第242話「美女たちの密室殺人」（1980年） − 赤木晴美（宮坂高校アーチェリー部同窓生）
  - 第262話「真夜中の偽装殺人」（1980年） − 乃村夫人
  - 第278話「エマニエル連続殺人事件」（1980年） − 小杉良子
  - 第289話「裸の女囚たち」（1980年） − 松延真弓
  - 第316話「赤い千円札で煙草を買う男」（1981年） − 相良かずえ
- 遠山の金さん（ANB / 東映）
  - 第1シリーズ 第24話「消えた飛脚を探せ!!」（1976年） - おげん
  - 第2シリーズ 第10話「この命、捧げます!」（1979年） - お捨
- ベルサイユのトラック姐ちゃん 第1話「ベルトラ姐ちゃん一番手柄」、第2話「ベルトラ姐ちゃん大暴れ!」（1976年、NET / 東映）
- お耳役秘帳 第11話「隠密妻無残」（1976年、KTV / 歌舞伎座テレビ） - しの
- 特別機動捜査隊 第763話「逆光線の女」（1976年、NET / 東映） - 鳥山初子※友情出演
- 桃太郎侍 （NTV / 東映）
  - 第53話「じゃじゃ馬剣法」（1977年） - 千鶴
  - 第91話「鳶が狙った鷹一羽」（1978年） - おせん
  - 第106話「十手持ちにご用心」（1978年） - おゆき
  - 第166話「おしゃれ殿様」（1979年）- おふく
- 土曜ワイド劇場 / 二人の夫をもつ女（1977年、ANB / 日活）
- 新五捕物帳 （NTV / ユニオン映画）
  - 第27話「愛の調べに架ける虹」（1978年）
  - 第69話「八丁堀哀歌」（1979年）
  - 第124話「子が結ぶ夫婦仲」（1980年）
  - 第145話「父の背見つめて」（1981年）
- 特捜最前線 （ANB / 東映）
  - 第82話「望郷殺人カルテット!」（1978年）
  - 第142話「わが青春のカルフォルニア!」（1979年）
- 大都会 PARTIII 第29話「爆殺のプレリュード」（1979年、NTV / 石原プロモーション） - 梅垣の女
- ザ・スーパーガール 第11話「女は一発勝負する」（1979年、12ch / 東映） - 咲子
- 大捜査線 第5話「ひとりだけのハネムーン」（1980年、CX / ユニオン映画）
- 影の軍団 シリーズ（KTV / 東映）
  - 服部半蔵 影の軍団
    - 第1話「虎は嵐に爪をとぐ」（1980年） - お佐和
    - 第23話「赤い蛇の目は死の宣告」（1980年） - おふじ

  - 影の軍団III 第21話「忍者を狩る美女」（1982年）
  - 影の軍団IV 第14話「くノ一、殺しの罠」（1985年） - おつね
- いらっしゃいませ!（1980年、KTV / 宝塚映画）
- 暴れん坊将軍シリーズ （ANB / 東映）
  - 吉宗評判記 暴れん坊将軍
    - 第134話「油地獄のバカ踊り」（1980年） - 小鶴太夫
    - 第169話「天晴れ! 腹ぺこ一番槍」（1981年） - まゆ

  - 暴れん坊将軍II
    - 第15話「盗っ人新さん 御金蔵破り!」（1983年） - お松
    - 第24話「おふう恋燈籠」（1983年） - おたき
    - 第138話「お城を拾ったどら娘!」（1986年） - 由羅
    - 第170話「コソ泥入門!かあちゃんが欲しい」（1986年） - お紋

  - 暴れん坊将軍IV
    - 第14話「恋の細道、通りゃんせ!」（1991年） - 二条の局
- 西部警察 第77話「38時間の戦慄」（1981年、ANB / 石原プロモーション） - 杉山の妻
- 長七郎天下ご免! 第110話「春一番、みちのくの男」（1982年、ANB / 東映） - お志津
- 松平右近事件帳（1982年、NTV）
- 遠山の金さん (高橋英樹)（ANB / 東映） 
  - 第1シリーズ
    - 第10話「高砂や! 泣いて笑った花嫁御寮」（1982年）- おくま
    - 第24話「二人の母が情けに泣いた!」（1982年）- おゆき
    - 第57話「男の挽歌・白夜に散った女!」（1983年）- お富士
    - 第114話「水中乱舞!!忍びの女六人衆」（1984年）- 波江
    - 第153話「色男に騙された天下の美女!」（1985年）- お島

  - 第2シリーズ 第23話「さらば愛しき夫よ!」（1986年）- お高
- 斬り捨て御免! （TX / 歌舞伎座テレビ）
  - 第2シリーズ 第10話「女いのちの地獄肌」（1981年） - おしん
  - 第3シリーズ 第4話「女豹の牙と百万石の大陰謀」（1982年） - 綾子
- 時代劇スペシャル（CX）
  - 「怪談かさねヶ淵～暗い沼に人魂が走り恐怖の因果に女達が狂う」（1981年8月21日） - 生駒
- ザ・ハングマン 第23話「人さらいベビーホテル」（1981年、ABC / 松竹芸能）　- ノリコ
- 同心暁蘭之介 第33話「女賊が泣いた大川端」（1982年、CX / 杉友プロダクション）
- 赤かぶ検事奮戦記III 第6話「賽銭を食う狐と狸」（1983年、ABC / 松竹） - 山川滋子
- 眠狂四郎無頼控 第1話「殺さないで私の子を異人妻の絶叫! 将軍お世継暗殺大奥やわ肌秘話」（1983年、TX）
- 大岡越前 第7部 第6話「見えない目撃者」（1983年5月30日、TBS / C.A.L） - お久
- 大奥 第12話「見ざる言わざる聞かざる」（1983年、KTV/ 東映） - 村井
- 木曜ゴールデンドラマ / 嫁・姑・大姑（1985年、YTV / 共同テレビジョン）
- 妻そして女シリーズ / 妻の美徳（1986年、MBS）
- 名奉行 遠山の金さん（ANB / 東映）
  - 第1シリーズ 第5話「闇のおんな仕事人」（1988年） - お竜
  - 第3シリーズ 第7話「謎の千両!二つの顔の真犯人」（1990年） - お松
- 長七郎江戸日記　第3シリーズ 第4話「ひとつぶの涙」（1990年、NTV / 東映） - おちか
- また又・三匹が斬る! 第18話「妖刀乱魔!女の園で見た悪夢」（1991年、ANB / 東映） - 若狭
- 半七捕物帳 第15話「べらんめえお嬢様!」（1993年、NTV / ユニオン映画） - お才

### テレビアニメ
- わんぱく探偵団（オトコ[2]）